# Klement Naistoth
Klement Naistoth, slovenski rimskokatoliški duhovnik in mecen, * 2. pol. 15. stoletja, Škofja Loka (?), † 1531, Šempeter pri Gorici.

## Življenjepis
Klementh Naistoth s pristavkom iz Loke se je rodil v Škofji Loki. Po šolanju je bil posvečen v duhovnika in bil 7. marca 1480 imenovan za šempeterskega vikarja s strani čedadskega kapitlja. Dne 18. septembra 1484 pa je bil imenovan še za župnika v Hočah pri Mariboru. Bolj kot Hoče pa je Klementa privlačila Beneška Slovenija - verjetno zaradi bližine in dobri zvez med Čedadom in Oglejem. V letih 1487 in 1492 je spremljal oglejskega vizitatorja po slovenskih deželah. Leta 1498 ali 1499 se je odpovedal župniji Hoče in umrl kot šempetrski vikar leta 1531.
Klement Naistoth je podpiral umetnike z naročili. Andreja iz Loke skoraj gotovo ni, saj je Andrej ravno odšel, ko je Klement prišel v Benečijo. Zagotovo pa je podpiral slikarja Jerneja iz Loke, saj je bil Jernej celo priča ob vikarjevi oporoki leta 1531. Klement je podpiral slikarja z naročili, prav tako ga je branil pred furlansko konkurenco. Tako je omogočil, da je imel slikar dovolj naročil za preživetje. Dokazano pa je, da je Jernej iz Loke tudi po Klementovi smrti deloval v Benečiji, vendar je večina njegovih del uničenih zaradi prenavljanja cerkva in kasnejše barokizacije.